# Blu di Coomassie
Il blu di Coomassie (detto anche Brilliant Blue, Brilliant Blue G, Acid Blue 90, C. I. 42655 e Brilliant Blue G 250) è un colorante blu a base di trifenilmetano, sviluppato in origine per l'industria tessile ma ora comunemente impiegato per colorare le proteine nelle analisi biochimiche, specificamente nell'elettroforesi su gel di poliacrilammide con sodio dodecilsolfato (SDS-PAGE). Esistono due tipi di questo colorante: il Coomassie Brilliant Blue G-250 e il Coomassie Brilliant Blue R-250, che differiscono tra loro per l'aggiunta nel primo di due gruppi metile. Dopo aver immerso il gel nel colorante, si eluisce il colore in eccesso con un solvente (operazione detta di destaining). Questo trattamento consente la visualizzazione di bande corrispondenti alle proteine che hanno compiuto la loro corsa elettroforetica. Il gel generalmente contiene una serie di marker di peso molecolare (proteine di peso già noto), per la stima del peso della proteina sconosciuta oggetto dell'analisi. Il nome "Coomassie" è un marchio registrato della Imperial Chemical Industries.

## Nome e scoperta
Il nome Coomassie fu adottato alla fine del XIX secolo come marchio commerciale dalla Levinstein Ltd, un produttore di coloranti con sede a Blackley (oggi un quartiere dell'area metropolitana di Manchester), nella commercializzazione di coloranti acidi per la lana. L'ispirazione venne da un recente fatto storico: nel 1896 durante la Quarta guerra anglo-ashanti, le forze britanniche avevano occupato la città di Coomassie (l'odierna Kumasi in Ghana). Nel 1918 la Levinstein Ltd entrò a far parte della British Dyestuffs, che a sua volta nel 1926 divenne parte della Imperial Chemical Industries. Sebbene l'ICI possieda ancora il marchio Coomassie, la società non produce più i coloranti.
I coloranti blu a base di trifenilmetano disolfonato furono prodotti per la prima volta nel 1913 da Max Weiler, con sede a Elberfeld, Germania. Vari brevetti furono successivamente rilasciati sulla sintesi organica.
Gli studi pubblicati sulle riviste di biochimica si riferiscono frequentemente a questi coloranti semplicemente come "Coomassie" senza specificare quale colorante sia stato effettivamente usato. In realtà l'Indice internazionale dei coloranti elenca oltre 40 coloranti con la parola "Coomassie" nel loro nome. Ci sono anche altri coloranti "blu" di Coomassie. Ad esempio, il Merck Index (10ª edizione) include il Coomassie Blue RL (Acid Blue 92, C. I. 13390) che ha una struttura completamente diversa.

## Colore del colorante

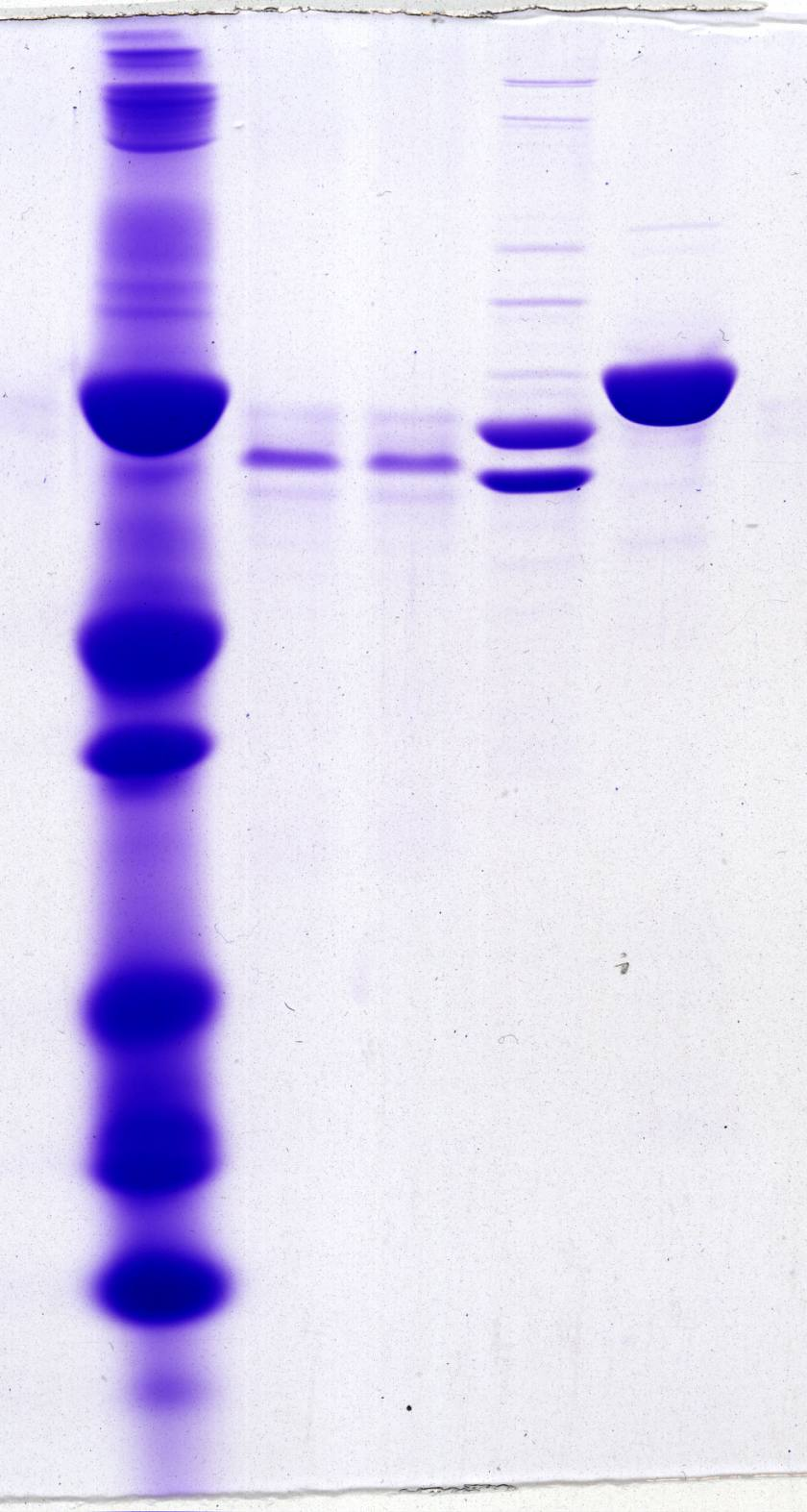
Gel di poliacrilammide colorato con blu di Coomassie

Il suffisso "R" nel nome del Coomassie Brilliant Blue R-250 è un'abbreviazione di red, cioè "rosso", in quanto il colore blu del colorante ha una lieve sfumatura rossastra. Analogamente, nell'altra variante la "G" sta per green, "verde", perché il colore blu ha una sfumatura più verdastra. Il "250" originariamente indicava il grado di purezza del colorante.
La tinta dei due coloranti dipende dall'acidità della soluzione. La forma "G" del colorante è stata studiata a fondo. A un pH minore di 0 il colorante ha un colore rosso con un assorbimento massimo a una lunghezza d'onda di 470 nm. A un pH intorno a 1 il colorante è verde con un assorbimento massimo a 620 nm, mentre al di sopra di pH 2 il colorante è blu vivo con un massimo a 595 nm. A pH 7 il colorante ha assorbività molare di 4,3 m²/mmol.
I diversi colori sono il risultato dei diversi stati di carica della molecola del colorante. Nella forma rossa, tutti e tre gli atomi di azoto portano una carica positiva. I due gruppi acidi solfonici hanno pKa estremamente bassi e saranno normalmente dotati di carica negativa, perciò con un pH intorno a zero il colorante sarà un catione con una carica totale di +1. Il colore verde corrisponde a una forma del colorante senza nessuna carica totale netta. Con pH neutro (pH 7), solo l'atomo di azoto della porzione di difenilammina porta una carica positiva e la molecola del colorante blu è un anione con una carica totale di -1. I pKa per la perdita dei due protoni sono 1,15 e 1,82. Il protone finale si perde in condizioni alcaline e il colorante diventa di colore rosa (pKa 12,4).
Le molecole del colorante si legano alle proteine compresa la lana (cheratina) per formare un complesso di coloranti proteici. La formazione del complesso stabilizza la forma anionica caricata negativamente del colorante producendo il colore blu, anche in condizioni acide, quando la maggior parte delle molecole in soluzione sono in forma cationica. Questa è la base del saggio di Bradford che si usa per quantificare la concentrazione di proteina in una soluzione.
Il colorante forma un complesso anche con il detergente anionico dodecilsolfato di sodio. La formazione di questo complesso stabilizza la forma verde neutra del colorante. Questo effetto può interferire con la stima della concentrazione delle proteine che usa il saggio di Bradford. È anche probabile che il detergente anionico competa con il colorante per legare la proteina.

## Applicazioni in biochimica
Il Coomassie Brilliant Blue R-250 fu usato per la prima volta per visualizzare le proteine nel 1963 da Fazekas de St. Groth e colleghi. Campioni di proteine furono separati elettroforeticamente su un foglio di acetato di cellulosa. Il foglio fu poi immerso in acido salicilsolfonico per fissare le bande delle proteine e poi trasferito in una soluzione del colorante.
Due anni dopo, nel 1965, Meyer e Lambert usarono il Coomassie Brilliant Blue R-250 per tingere i campioni di proteine dopo la separazione elettroforetica in un gel di poliacrilammide. Essi immersero il gel in una soluzione del colorante contenente metanolo, acido acetico e acqua. Poiché il colorante colorava il gel di poliacrilammide come pure la proteina, per visualizzare le bande delle proteine avevano bisogno di decolorare (in inglese to destain) il gel, ciò che fecero elettroforeticamente. Le pubblicazioni successive riferirono che i gel potevano essere decolorati con successo usando una soluzione di acido acetico.
Il primo rapporto sull'uso della forma "G" del colorante per visualizzare bande di proteine in gel di poliacrilammide giunse nel 1967, quando il colorante fu disciolto in una soluzione di acido acetico contenente metanolo. Fu scoperto successivamente che le bande delle proteine potevano essere colorate senza colorare anche il poliacrilammide usando un colloide della forma "G" del colorante in una soluzione di acido tricloroacetico non contenente metanolo. Usando questa procedura non era più necessario decolorare il gel. Le formulaziomi moderne usano tipicamente un colloide della forma "G" del colorante in una soluzione contenente acido fosforico, etanolo (o metanolo) e solfato di ammonio (o solfato di alluminio).
Il saggio di Bradford utilizza le proprietà spettrali del Coomassie Brilliant Blue G-250 per stimare la quantità di proteina in una soluzione. Un campione di proteina è aggiunto a una soluzione del colorante in acido fosforico ed etanolo. Nelle condizioni acide il colorante è normalmente di colore brunastro, ma legandosi alla proteina si produce la forma blu del colorante. L'assorbimento ottico della soluzione è misurato a una lunghezza d'onda di 595 nm.
Legandosi a una proteina, la molecola del colorante Coomassie Brilliant Blue G-250 dotata di carica negativa darà alla proteina una carica totale negativa. Questa proprietà può essere sfruttata per separare le proteine o i complessi proteici usando l'elettroforesi su gel di poliacrilammide in condizioni non denaturanti con una tecnica chiamata Blue Native PAGE. La mobilità del complesso nel gel di poliacrilammide dipenderà sia dalle dimensioni dello stesso complesso proteico (cioè il peso molecolare) sia dalla quantità di colorante legata alla proteina.

## Usi medici
Il Brilliant Blue G è stato usato recentemente in esperimenti scientifici per trattare le lesioni vertebrali nei topi di laboratorio. Esso agisce riducendo la risposta naturale del rigonfiamento del corpo, che può far morire i neuroni dell'area per stress metabolico. Le prove sono ancora in corso per determinare se questo trattamento possa essere usato efficacemente negli esseri umani. I test recenti hanno somministrato il colorante entro 15 minuti dalla lesione, ma per essere efficace in un contesto reale, in cui può occorrere tempo perché un paziente raggiunga il reparto di pronto soccorso, il trattamento dovrebbe essere efficace anche quando viene somministrato fino a due ore dopo la lesione. Il solo effetto collaterale riferito è che i topi sono temporaneamente diventati blu.
Sotto il nome commerciale Brilliant Peel, il Brilliant Blue G è usato come tintura per assistere i chirurghi nella chirurgia retinica.